# Imre Szöllősi
Imre Szöllősi (* 19. Februar 1941 in Budapest; † 27. Dezember 2022 ebenda) war ein ungarischer Kanute.

## Erfolge
Imre Szöllősi nahm an drei Olympischen Spielen teil. Bei seinem Olympiadebüt 1960 in Rom startete er unter anderem im Einer-Kajak mit der 4-mal-500-Meter-Staffel und erreichte mit dieser nach Siegen im Vorlauf und dem Halbfinale den Endlauf. Dort mussten sich die Ungarn nach 7:44,02 Minuten Rennzeit lediglich der deutschen Staffel geschlagen geben, sodass Szöllősi neben György Mészáros, András Szente und Imre Kemecsey die Silbermedaille gewann. Er trat zudem im Einer-Kajak auf der 1000-Meter-Strecke an und zog nach Siegen in seinem Vorlauf und seinem Halbfinallauf auch in diesen Endlauf ein. Dort überquerte er nach 3:54,02 Minuten hinter dem siegreichen Dänen Erik Hansen und vor dem Schweden Gert Fredriksson als Zweiter die Ziellinie und gewann eine weitere Silbermedaille.
Bei den Olympischen Spielen 1964 in Tokio gehörte er zum ungarischen Aufgebot im Vierer-Kajak über 1000 Meter. Die Mannschaft qualifizierte sich jeweils als Dritter ihres Vorlaufs und Zweiter ihres Halbfinallaufs für den Endlauf, in dem sie als Vierter knapp einen Medaillengewinn verpasste. Sie erreichten 0,7 Sekunden nach den drittplatzierten Rumänen die Ziellinie. Zusammen mit György Mészáros trat er außerdem im Zweier-Kajak über 1000 Meter an und erreichte mit ihm nach Rang zwei im Vorlauf und Rang drei im Halbfinallauf sein viertes olympisches Finale, das die beiden auf dem fünften Platz beendeten. Vier Jahre darauf war Szöllősi bei den Olympischen Spielen in Mexiko-Stadt ein weiteres Mal Teil des ungarischen Vierer-Kajaks. Mit Csaba Giczy, István Timár und István Csizmadia gelang ihm dank zweier Siege im Vor- und im Halbfinallauf die Finalqualifikation. Im Endlauf erreichten sie nach 3:15,10 Minuten hinter den siegreichen Norwegern und der rumänischen Mannschaft als Dritte die Ziellinie und erhielten die Bronzemedaille.
Szöllősi belegte bei den Weltmeisterschaften 1966 in Berlin im Vierer-Kajak über 10.000 Meter den zweiten Platz und wurde im Zweier-Kajak mit László Fábián auf derselben Strecke Weltmeister. Vier Jahre später sicherte er sich in Kopenhagen mit Vilmos Nagy im Zweier-Kajak über 10.000 Meter die Silbermedaille. Bereits 1959 gelangen ihm drei Medaillengewinne bei den Europameisterschaften in Duisburg. Im Einer-Kajak über 1000 Meter und im Zweier-Kajak mit János Petroczy über 10.000 Meter wurde er jeweils Europameister, während die beiden über 1000 Meter Silber gewannen. Ebenfalls drei Medaillen sicherte er sich 1961 in Posen. Mit der 4-mal-500-Meter-Staffel gewann er zunächst Silber, ehe er zusammen mit László Fábián im Zweier-Kajak über 500 Meter und über 1000 Meter Europameister wurde. 1965 in Bukarest belegte Szöllősi auf der 1000-Meter-Strecke im Einer-Kajak ebenso den dritten Rang wie im Zweier-Kajak mit László Fábián. Über 10.000 Meter wurden die beiden ein letztes Mal gemeinsam Europameister. Bei den Europameisterschaften 1969 in Moskau sicherte sich Szöllősi mit der 4-mal-500-Meter-Staffel eine weitere Bronzemedaille.